# Ferdinand Karl Gobert von Aspremont-Lynden

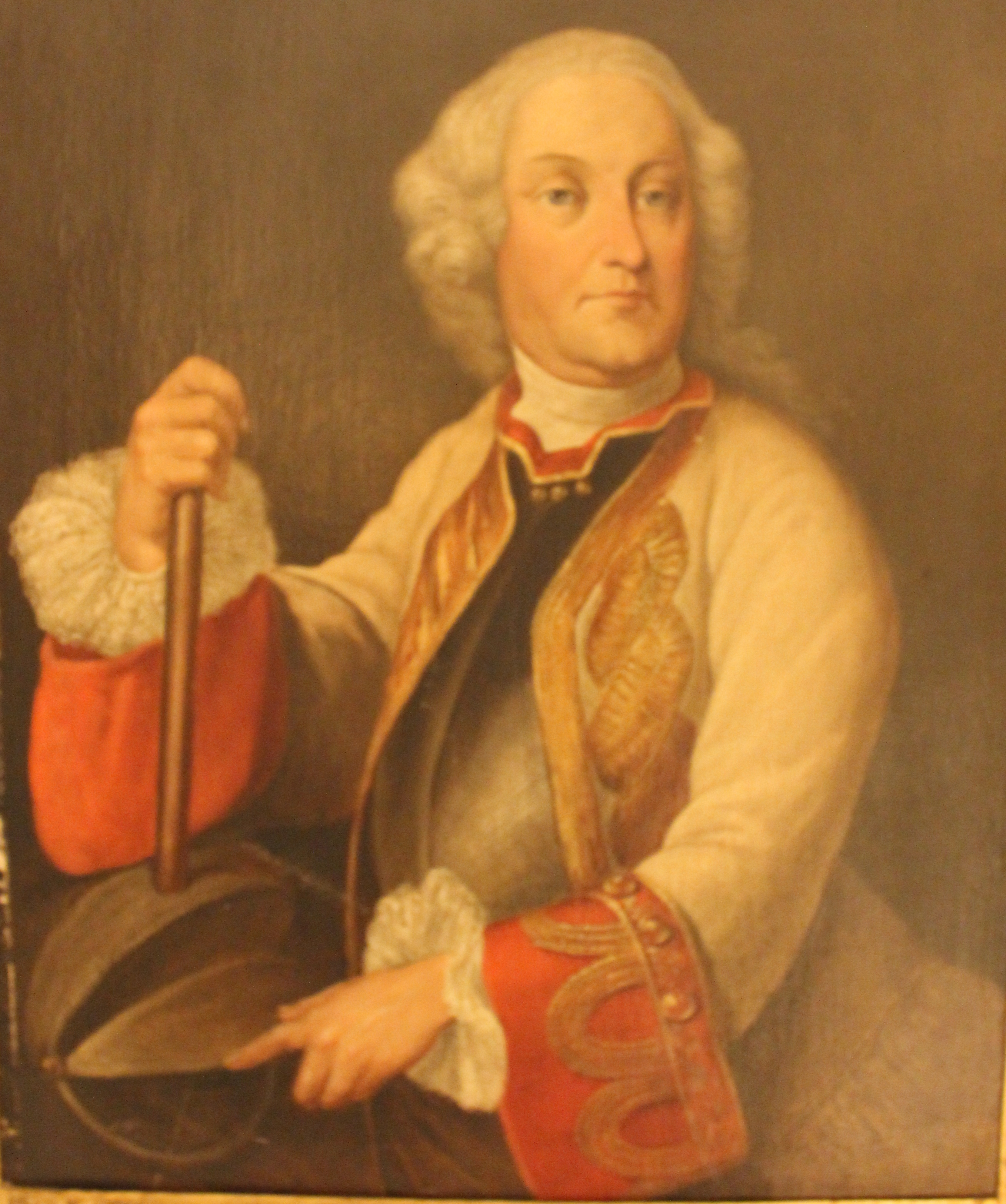
Ferdinand Karl von Aspremont-Lynden

Ferdinand Karl Gobert, Graf von Aspremont-Lynden (* 17. September 1689 in Stoumont (heute Belgien); † 14. August 1772 in Wien) war ein Soldat im Dienst der Vereinigten Provinzen und des Heiligen Römischen Reiches.

## Biografie
Von Aspremont-Lynden wurde 1689 im Schloss Froidcourt (Château de Froidcourt) in Stoumont in der Reichsabtei Stablo-Malmedy geboren. Er ist der Sohn von Graf Karl Franz von Aspremont-Lynden, Baron de Froidcourt, einem Urenkel von Robert von Lynden. Seine Mutter Maria Franziska war eine Schwester des Grafen Ferdinand Gobert von Aspremont-Lynden.
Graf Ferdinand Karl diente den Vereinigten Provinzen als Dragonerleutnant van der Duyn zwischen 1708 und 1714. Er traf auf Prinz Eugen und trat im Jahre 1722 in den Dienst des Kaisers Karl VI. im Rang eines General-Adjutanten ad honorem. Er wurde später zum Oberstleutnant und Oberst und Kommandeur der Savoyen-Dragoner ernannt, eine Position, die er sich zwischen 1733 und 1737 verdient hatte.
Von 1733 bis 1734 war er im Gebiet zwischen Rhein und Mosel stationiert. Von Aspremont-Lynden wurde 1737 zum Generalfeldwachtmeister befördert und nahm als Befehlshaber des Dragoner-Regiments „Eugen Prinz von Savoyen“ an der Schlacht gegen die Türken von 1737 bis 1738 teil. 1741 stieg er in den Rang eines Feldmarschallleutnants auf.
Er nahm am Österreichischen Erbfolgekrieg als Oberbefehlshaber der kaiserlichen und piemontesische Armee in Italien im Jahre 1743 teil, der ein großer Erfolg in der Schlacht von Camposanto, Velletri und Piacenza von 1746 bis 1747 war, wo er in dem französisch-spanischen Kommando unter der Leitung von Jean-Thierry du Mont, Graf von Gages stand.
1747 wurde er zum General der Kavallerie, und 1754 zum Feldmarschall befördert. Im Jahre 1760 wurde er zum Befehlshaber der Hatschieren-Leibgarde und 1763 zum Befehlshaber der ersten adeligen Arcièren-Leibgarde ernannt.
Von Aspremont-Lynden war auch Mitglied des Hofkriegsrats und Ritter des Ordens vom Goldenen Vlies (1763).
Aufgrund seiner Verdienste, die er sich in seinem Heimatland erworben hatte, konnte sich Ferdinand Karl zweimal mit Frauen, die beide aus einflussreichen österreichisch-ungarischen Adelsfamilien stammten, verheiraten: Gräfin Maria Theresa Esterházy de Galantha (1697–1746) und Gräfin Maria Johanna von Nostitz-Rokitnitz (1713–1779). Beide Ehen blieben kinderlos. Bestattet wurde er in der Michaelerkirche (Wien).

## Ikonographie
- C. Drexler, Feldmarschall Graf Charles von Aspremont-Lynden, 1773, Öl auf Leinwand, 94 × 71,5 cm, signiert und auf der Rückseite vom (Wien, Heeresgeschichtliches Museum, in. BI 11.384).